# Cheeta (chimpansee)

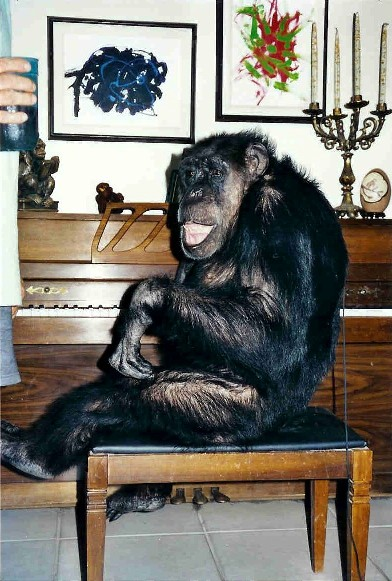
Cheeta

Cheeta was een rol in twaalf films over Tarzan in de jaren 30 en 40 van de 20e eeuw. De rol van deze chimpansee werd door meerdere chimpansees gespeeld.
Lange tijd werd beweerd dat de chimpansee die deze rol speelde dezelfde zou zijn geweest die later in Doctor Dolittle uit 1967 speelde, en die ook onder de naam Cheeta bekend is. In 2008 kwam na onderzoek uit dat dit op onjuistheden gebaseerd is. Desondanks werd deze Cheeta in 2001 opgenomen in het Guinness Book of Records als oudste aap. Deze chimpansee overleed in december 2011 op de vermeende leeftijd van 79 jaar in een dierenopvanghuis in Palm Harbor, Florida.